# Natsumi Hoshi
Natsumi Hoshi (n. 21 august 1990, Saitama, Japonia) este o înotătoare japoneză, medaliată olimpică. A participat la 3 ediții ale Jocurilor Olimpice (2008, 2012, 2016) în care a câștigat o medalie de bronz.